# باکس‌آیرون (مریلند)
باکس‌آیرون (به انگلیسی: Boxiron) یک منطقهٔ مسکونی در ایالات متحده آمریکا است که در مریلند واقع شده‌است. باکس‌آیرون ۴٫۸۸ متر بالاتر از سطح دریا واقع شده‌است.